# Repsol
Repsol (произносится Репсоль) — крупнейшая нефтегазовая компания в Испании и одна из крупнейших в Латинской Америке. В списке крупнейших компаний мира Forbes Global 2000 за 2022 год заняла 319-е место (182-е по размеру выручки, 398-е по чистой прибыли, 608-е по активам и 840-е по рыночной капитализации).

## История
До 1920-х годов в Испании не было своей нефтедобывающей промышленности, все нефтепродукты поставлялись в страну крупными транснациональными компаниями, такими как Royal Dutch Shell. В 1927 году директорией Примо де Риверы была создана Compañía Arrendataria del Monopolio de Pétroleos Sociedad Anónima (CAMPSA, букв. анонимное общество «Компания, обладающая монополией на нефть»), которая получила эксклюзивное право покупать и распределять нефтепродукты по устанавливаемым государством ценам. В 1941 году была предпринята первая попытка начать добычу нефти в Испании, однако она оказалась неудачной; к этому времени в стране уже работало три нефтеперерабатывающих завода, ещё один был на Канарских островах и принадлежал Compañia Española de Petróleos S.A. (CEPSA). В 1957 году в сферу деятельности CAMPSA был включен также природный газ. В 1964 году попытки найти нефть на территории Испании наконец увенчались успехом, хотя нефти оказалось мало и низкого качества. В следующем году начались изыскания на шельфе, и через десять лет были обнаружены значительные запасы нефти близ средиземноморского побережья. В 1965 году была основана государственная компания Hispanica de Petróleos (Hispanoil), которая должна была осуществлять поиски нефти в Испании и других странах. В 1974 году три нефтеперерабатывающих завода были объединены в компанию Empresa Nacional del Petróleo (ENPETROL), в которой государству принадлежало 72 % акций. Однако энергетический рынок Испании оставался раздроблённым: CAMPSA сосуществовала с ENPETROL и другими агентствами и компаниями. 18 декабря 1981 года большинство участников энергетического рынка были объединены в Национальный институт углеводородов (исп. Instituto Nacional de Hidrocarburos; INH).
В 1987 году на основе INH была образована компания Repsol, в которой государству принадлежали все 100 % акций. В 1989 году было проведено первичное размещение акций (26 %), то есть начался процесс приватизации, который был завершен в 1997 году продажей последних 10 %, находившихся в собственности правительства Испании. На 1991 год компании Repsol принадлежало большинство автозаправок Испании (3800 против 180 других испанских компаний и 7 зарубежных компаний), полностью контролировала рынок сжиженного газа, перерабатывала 60 % нефти. В последующие годы под давлением Еврокомиссии в Испании началась либерализация рынка углеводородов, к 1995 году в стране уже были представлены 40 зарубежных компаний, часть активов Repsol была передана другим испанским компаниям, а государственная монополия CAMPSA, в которой Repsol была главным участником, ликвидирована. В то же время Repsol значительно расширила географию своей деятельности, начав добывать нефть в Аргентине, Анголе, Алжире, Египте, Дубае, Вьетнаме, Колумбии, Туркменистане и Северном море. В 1992 году Repsol и крупнейший банк Испании La Caixa основали совместную компанию Gas Natural, занимавшуюся распределением газа. После покупки в следующем году 91 % акций государственной газовой компании Enagas эта совместная компания стала практически монополистом на газовом рынке страны. В 2000 году Repsol выкупила долю банка.
В 1998 году Repsol за 2 млрд долларов приобрела 14,9 % акций крупнейшей компании Аргентины YPF, в 1999 году — ещё 85 % за 13 млрд, таким образом получив полный контроль над аргентинской компанией и заняв 7-е место среди крупнейших нефтедобывающих компаний мира.
В апреле 2012 года аргентинское правительство приняло решение о национализации контрольного пакета YPF (51 %), принадлежащего Repsol. В качестве оправдания аргентинские власти говорили о выводе испанцами капитала из страны, недоинвестировании в аргентинские месторождения, нанесении экологического ущерба. Сенат Аргентины одобрил данное предложение.
После этого в знак протеста Испания подала на Аргентину иск в ВТО, прекратила закупки аргентинского биотоплива, а ЕС пригрозил Аргентине экономическими санкциями. Repsol в середине мая 2012 года подала иск в суд Манхэттена к правительству Аргентины с требованием возмещения ущерба в размере $10,5 млрд. Аргентинское правительство сочло эту сумму завышенной. 25 февраля 2014 года было достигнуто соглашение, что Repsol в качестве компенсации за 51 % акций YPF получит аргентинские государственные облигации на сумму 5 млрд долларов. Эти облигации и оставшаяся доля в YPF были проданы в том же 2014 году, на вырученные средства в мае 2015 года была куплена канадская нефтяная компания Talisman Energy, примерно равная Repsol по уровню добычи, активам и числу сотрудников.

## Собственники и руководство
- Антонио Бруфау Ниубо (Antonio Brufau Niubo) — председатель правления с 2014 года, член совета директоров с 1996 года. С 1988 по 2004 год был в испанском сберегательном банке CaixaBank, в том числе с 1999 года — управляющий директор. Член Европейского круглого стола промышленников[1].
- Хосу Хон Имас Сан-Мигель (Josu Jon Imaz San Miguel) — главный исполнительный директор с 2014 года. С 1994 по 1999 год был депутатом Европарламента, с 1999 по 2007 год — министр торговли, промышленности и туризма регионального правительства Страны Басков, с 2008 года — в компании Repsol[1].

Крупнейшие акционеры:
- Fundación Bancaria Caixa d’Estalvis y Pensions de Barcelona (11,37 %);
- Sacyr Vallehermoso[англ.] (8,48 %);
- Temasek Holdings (4,95 %);
- BlackRock (3,04 %)[10].

Курс акций Repsol используется при расчёте индекса IBEX 35 — крупнейшего испанского фондового индекса.

## Деятельность
Компания Repsol осуществляет все виды деятельности, связанные с нефтью и газом. Ведёт добычу нефти и газа в 30 странах. Доказанные запасы углеводородов на конец 2021 года составляли 1,916 млрд баррелей в эквиваленте барреля нефти. Средний уровень добычи составлял 572 тыс. баррелей в сутки, из них 206 тыс. баррелей нефти.
Ей принадлежат 6 нефтеперерабатывающих заводов (5 в Испании и 1 в Перу) общей производительностью более 1 млн баррелей в сутки, за 2021 год компанией было переработано 38,1 млн тонн нефти. Также компанией было произведено 2,82 млн тонн нефтехимической продукции на трёх предприятиях, два из них находятся в Испании и одно в Португалии.
Компании принадлежит 4700 автозаправок (3300 в Испании, 500 в Португалии, 600 в Перу, 300 в Мексике), объём продаж в 2021 году составил 21,1 млн тонн нефтепродуктов и 1,27 млн тонн сжиженного газа. Также компания владеет электростанциями общей установленной мощностью 3,74 ГВт, за 2021 год было произведено 5,28 млрд кВт-часов электроэнергии.
Географически добыча углеводородов в 2015 году распределялась следующим образом:
- Латинская Америка — 97 Mboe, Тринидад и Тобаго, Венесуэла, Перу, Бразилия, Колумбия, Гайана;
- Северная Америка — 56 Mboe, США, Канада и Мексика;
- Африка — 20 Mboe, Алжир, Ливия;
- Европа — 16 Mboe, Норвегия и Великобритания;
- Азия и Океания — Индонезия[11].

### Repsol в России
В России Repsol с февраля 2006 года владеет 10 % акций шведской компании West Siberian Resources, ведущей добычу нефти в Томской области и Республике Коми. После слияния в 2008 году НК «Альянс» и West Siberian Resources испанская компания получила 3,47 % в объединённой Alliance Oil. Также компания объявляла о намерении построить завод по сжижению газа на Ямале стоимостью $6 млрд.
В 2011 году заключён меморандум о сотрудничестве в области геологоразведки и добычи нефти и газа между нефтяной компанией «Альянс» и компанией Repsol. 17 августа 2012 года нефтяная компания Alliance Oil передала в совместное предприятие свою добывающую компанию Saneco в Самарской области. Вклад Repsol в совместное предприятие составил $37 млн наличными, также Repsol заплатил $ 36 миллионов наличными компании Alliance Oil. Alliance Oil получила 51 % акций в совместном предприятии с испанской компанией, а Repsol — 49 % акций в СП.
В марте 2013 года Repsol и российская Alliance Oil Company начали коммерческую добычу газа на Сысконсыньинском месторождении в Ханты-Мансийском автономном округе.
В декабре 2018 года Repsol и «Газпром нефть» создали совместное предприятие для проведения геологоразведочных работ в Карабашской зоне Ханты-Мансийского автономного округа-Югры. Они приобрели 100 % ООО «АСБ Гео», которое владеет лицензией на геологическое изучение участка «Карабашский 10» в Кондинском районе юго-западной части ХМАО. Управление компанией будет осуществляться на паритетных началах.